# Баром Рачеа I
Баром Рачеа I — король Камбоджі від 1566 до 1576 року.

## Життєпис
Успадкував владу від свого батька, короля Анг Чана I.
1569 року Баром Рачеа I закріпив перемоги свого батька, захопивши та зруйнувавши столицю Аюттхаї. Загинув під час дуелі на слонах під час вторгнення до його володінь армії Лансангу.